# Karl-Magnus Thulstrup
Karl-Magnus Thulstrup, född 26 april 1903 i Södertälje, död 23 november 2002 i Göteborg, var en svensk skådespelare och sångare. 
Thulstrup studerade vid Dramatens elevskola 1922–1924, efter studierna engagerades han vid Oscars i Stockholm och Hippodromen i Malmö. I början av 1930-talet arbetade han vid olika teatrar i Göteborg. År 1936 inledde han en satsning helt på sången men återvände till Göteborgs Stadsteater 1940 där han var engagerad fram till 1986 som skådespelare och lärare vid elevskolan. Åren 1951–1964 var han rektor för Göteborgsteaterns elevskola. Thulstrup är gravsatt i minneslunden på Kvibergs kyrkogård.

## Familjeliv
Karl-Magnus Thulstrup fick två barn under sin livstid. En son och en dotter vid namn Jörgen och Tove.

## Filmografi
- 1920 – Carolina Rediviva
- 1928 – Gustaf Wasa del II
- 1928 – Gustaf Wasa del I
- 1935 – Ungdom av idag
- 1936 – Skeppsbrutne Max
- 1937 – Vi går landsvägen
- 1938 – Med folket för fosterlandet
- 1940 – Stål
- 1941 – Lasse-Maja
- 1945 – Svarta rosor
- 1975 – Fem dagar i Falköping

### TV-produktioner
- 1962 – Trängningen
- 1968 – Den gyllene porten
- 1971 – Offside (TV-serie)
- 1972 – Rävspel (TV-serie)
- 1973 – Ett köpmanshus i skärgården (TV-serie)
- 1976 – Raskens (TV-serie)
- 1976 – Predikare-Lena
- 1976 – De lyckligt lottade (TV-serie)
- 1978 – Forskaren (TV-serie)
- 1981 – Pappa och himlen
- 1981 – Stjärnhuset (TV-serie)
- 1984 – Taxibilder
- 1987 – Svenska hjärtan (TV-serie)

## Teater

### Roller (ej komplett)
| År   | Roll                                                          | Produktion                                                            | Regi                        | Teater                                   |
| ---- | ------------------------------------------------------------- | --------------------------------------------------------------------- | --------------------------- | ---------------------------------------- |
| 1923 | Andra betjänten                                               | Vägen till Dover A. A. Milne                                          | Karl Hedberg                | Dramaten                                 |
| 1923 | Merriman                                                      | Mister Ernest Oscar Wilde                                             | Gustaf Linden               | Dramaten                                 |
| 1923 | Thomas                                                        | Den beundrandsvärde Crichton J. M. Barrie                             | Karl Hedberg                | Dramaten                                 |
| 1925 | James Bebb                                                    | En sensation hos Mrs Beam Charles Kirkpatrick Munro                   | Ernst Eklund                | Blancheteatern                           |
| 1925 | Kapten La Hire                                                | Sankta Johanna George Bernard Shaw                                    | Gustaf Linden               | Dramaten                                 |
| 1926 | Andre betjänten Arialdo                                       | Henrik IV Luigi Pirandello                                            | Gustaf Linden               | Dramaten                                 |
| 1926 | Bo Swedenhielm                                                | Swedenhielms Hjalmar Bergman                                          | Gustaf Linden               | Dramaten                                 |
| 1927 | Guillaume                                                     | Ljusstaken Alfred de Musset                                           | Olof Molander               | Dramaten                                 |
| 1927 | En herre                                                      | Ombord Prins Wilhelm                                                  | Olof Molander               | Dramaten                                 |
| 1927 | President Nikola Tontscheff                                   | Drottning Helena Oscar Straus, Ernst Marischka, Bruno Granichstaedten | Naima Wifstrand             | Folkteatern                              |
| 1928 | Gustaf Mauritz Armfelt                                        | Gustaf III August Strindberg                                          | Rune Carlsten               | Oscarsteatern                            |
| 1929 | En soldat                                                     | Siegfried Jean Giraudoux                                              | Olof Molander               | Dramaten                                 |
| 1929 | Hibbert                                                       | Männen vid fronten Robert Cedric Sherriff                             | Thomas Warner               | Oscarsteatern                            |
| 1929 | Tom Sterret                                                   | Dulcie George S. Kaufman och Marc Connelly                            | Tollie Zellman              | Oscarsteatern                            |
| 1929 | Harry Easter                                                  | Vid 37de gatan Elmer Rice                                             | Svend Gade                  | Oscarsteatern                            |
| 1930 | Cromwell                                                      | Henrik VIII William Shakespeare                                       | Thomas Warner               | Oscarsteatern                            |
| 1936 | Flygaren                                                      | Oh, du milde Antonius A Fenclo, Georg Brada och Jara Beneš            | Carl Johannesson Karl Kinch | Oscarsteatern                            |
| 1936 | Pierre Birabeau                                               | Ökensången Sigmund Romberg och Oscar Hammerstein                      | Karl Kinch                  | Oscarsteatern                            |
| 1937 | Poliskommissarien                                             | Jill Darling Marriott Edgar och Vivian Ellis                          | Karl Kinch                  | Oscarsteatern                            |
| 1937 | Bengt Forsberg                                                | Här kommer jag Axel Frische och Fleming Lynge                         | Ragnar Klange               | Folkets hus teater                       |
| 1939 | Engelske ambassadören Den unge kardinalen                     | Segraren (Sejren) Kaj Munk                                            | Sandro Malmquist            | Nya teatern                              |
| 1947 | Dekanus för medicinska fakulteten                             | Ett drömspel August Strindberg                                        | Olof Molander               | Göteborgs stadsteater, 13 september 1947 |
| 1948 | Cathness                                                      | Macbeth William Shakespeare                                           | Ingmar Bergman              | Göteborgs stadsteater                    |
| 1950 | Id Adserbo                                                    | Kärlek Kaj Munk                                                       | Torsten Hammarén            | Göteborgs stadsteater, 24 november 1950  |
| 1951 | Ed Mosher, Hopes svåger, f.d. biljettförsäljare vid en cirkus | Si, iskarlen kommer! Eugene O'Neill                                   | Stig Torsslow               | Göteborgs stadsteater, 9 februari 1951   |
| 1951 |                                                               | Den kaukasiska kritcirkeln Bertolt Brecht                             | Bengt Ekerot                | Göteborgs stadsteater, november 1951     |
| 1952 | Mager, skräddare                                              | En midsommarnattsdröm William Shakespeare                             | Knut Ström                  | Göteborgs stadsteater, 8 februari 1952   |
| 1952 | Don Christoval, prinsens tidigare guvernör                    | Den döda drottningen Henry de Montherlant                             | Bengt Ekerot                | Göteborgs stadsteater, 21 mars 1952      |
| 1952 |                                                               | Ett huvud kortare Marcel Aymé                                         | Helge Wahlgren              | Göteborgs stadsteater, augusti 1952      |
| 1953 |                                                               | En skojares dagbok Aleksander Ostrovskij                              | Josef Halfen                | Göteborgs stadsteater, 28 mars 1953      |
| 1953 | Erik Madsen, bokhållare                                       | Den jäktade Ludvig Holberg                                            | Josef Halfen                | Göteborgs stadsteater, 1 maj 1953        |
| 1953 | Marcellus, officerare                                         | Hamlet William Shakespeare                                            | Bengt Ekerot                | Göteborgs stadsteater, 9 september 1953  |
| 1953 |                                                               | Körsbärsträdgården Tjechov                                            | Knut Ström                  | Göteborgs stadsteater, 25 november 1953  |
| 1954 | Olof Olsson, talman i bondeståndet                            | Gustav III August Strindberg                                          | Bengt Lagerkvist            | Göteborgs stadsteater, 13 januari 1954   |
| 1957 | Amiens                                                        | Som ni behagar William Shakespeare                                    | Hans Dahlin                 | Göteborgs stadsteater, 22 november 1957  |
| 1959 |                                                               | Gisslan Brendan Behan                                                 | Staffan Aspelin             | Göteborgs stadsteater                    |
| 1959 |                                                               | Besök av gammal dam Friedrich Dürrenmatt                              | Johan Falck                 | Göteborgs stadsteater                    |
| 1980 | Agafangel, betjänt                                            | Fullmakten Nikolaj Erdman                                             | Ernst Günther               | Göteborgs stadsteater                    |

## Radioteater

### Roller
| År   | Roll               | Produktion                                       | Regi           |
| ---- | ------------------ | ------------------------------------------------ | -------------- |
| 1955 | Skeppsbyggare Aune | Samhällets stöttepelare Henrik Ibsen             | Helge Wahlgren |
| 1956 | Manlig kollega     | Tempo, tempo (Der Terminkalender) Max Gundermann | Åke Falck      |